# Oulema pumila
Oulema pumila là một loài bọ cánh cứng trong họ Chrysomelidae. Loài này được Vencl & Aiello miêu tả khoa học năm 1998.